# Lee Kump
Lee R. Kump est un professeur de géosciences et également Ph.D. à l'université d'État de Pennsylvanie depuis 1986.
Ses domaines de recherche sont les cycles biogéochimiques, la géochimie sédimentaire à basse température, l'évolution de l'atmosphère et de l'océan.
Il a participé à développer l'hypothèse Gaïa aux côtés de James Lovelock.

### Publications majeures
- (en) J. Lovelock et L.R. Kump, « Failure of climate regulation in a geophysiological model », Nature, no 369,‎ 1994, p. 732-734
- (en) Lee R. Kump, James F. Kasting et Robert G. Crane, The Earth System, Prentice Hall, 1999, 351 p. (ISBN 978-0-13-177387-5, OCLC 40397984)